# Iker Iturbe
Iker Iturbe Martínez de Lecea (* 10. Juli 1976 in Vitoria-Gasteiz) ist ein spanischer Basketballspieler. Er misst 1,99 m und spielt als Small Forward oder Power Forward.

## Karriere
Iker Iturbe begann seine Laufbahn in der Basketballmannschaft der Olabide Ikastola in seiner Heimatstadt Vitoria-Gasteiz. Mit 16 Jahren setzte er seine Karriere in den Vereinigten Staaten fort, zwischen 1992 und 1994 in der Totino-Grace High School (Minnesota) und von 1994 bis 1998 in der Atlantic Coast Conference (NCAA), für die Clemson-Tigers.
Im Sommer 1998 wechselte er schließlich zu Real Madrid, mit denen er in der Saison 1999/2000 die spanische Meisterschaft gewann. Zwischen 2002 und 2007 war Iker Iturbe für den Stadtrivalen CB Estudiantes aktiv, erreichte 2003/04 das Ligafinale, unterlag dort aber mit seiner Mannschaft im Playoff knapp gegen den FC Barcelona. Im Sommer 2007 verpflichtete das Serie-A-Team Upim Bologna den Basken, doch noch während der Saison zog es ihn zurück zu Real Madrid, die aufgrund einer langwierigen Verletzung von Venson Hamilton nach Ersatz suchten. Im August desselben Jahres wechselte er erneut zum Stadtrivalen Estudiantes.

## Nationalmannschaft
Iker Iturbe hat 29 Spiele für die Spanische Nationalmannschaft bestritten und war Teil des Aufgebotes für die Olympischen Spiele 2004 sowie die Europameisterschaft 2005.

## Erfolge

### Klub
- Spanische Meisterschaft: 1999/00 (mit Real Madrid)